# Fortaleza de Santo Tomás
La fortaleza de Santo Tomás o fortaleza de Santo Tomás de Jánico fue un fuerte español del siglo XV situado en Santiago, en la República Dominicana. Fue la segunda fortificación construida por Cristóbal Colón, virrey y gobernador, en la isla La Española, durante su segundo viaje. 

## Historia
Situada en la región de Cibao, junto con Magdalena, Esperanza, Concepción y Bonao y edificada para apoyo a La Isabela, asegurar los repartimientos de indígenas a españoles, dominio del territorio y cobro de impuestos. Fue construida en poco tiempo, iniciándose el 17 de marzo de 1494, por unos 70 españoles dirigidos por varios maestros carpinteros y maestros albañiles, bajo el mando de Pedro Margarit. Esta se erigió tras la expedición de Colón de Alonso de Ojeda y Ginés de Gorvalán en busca de depósitos de oro en los ríos. Los españoles fueron atacados por el cacique Caonabó, con sus guerreros pero no pudo penetrar en la fortaleza, y contraatacando se tiene que el comandante Alonso de Ojeda acudió a su socorro con solo 15 hombres, los cuales sorprendieron a los atacantes, lo que les permitió derrotar a Caonabó, quien con otros taínos fueron capturados.
Los restos arqueológicos fueron identificados por el Instituto Dominicano de Investigaciones Antropológicas (INDIA) por el arqueólogo Emile Boyrie Moya en los años 50 del siglo XX. 

## Descripción
Construido en madera sobre una elevación sobre los ríos Jánico, Dicayagua y Aciba. Tuvo una breve ocupación, quedando abandonado. 